# Extremadura aragonesa

La Extremadura aragonesa

Se conoce como Extremadura aragonesa a la zona de Aragón que durante la reconquista se encontró en vanguardia y en tierra de frontera y durante siglos en continua pugna por su situación fronteriza tanto con al-Ándalus como con Castilla. Ocupó el territorio de la antigua Celtiberia en Aragón.

## Organización
Se utilizaron las comunidades de aldeas de Calatayud, Daroca, Teruel y Albarracín -localidades con fuero, con el fin de mantener la repoblación y de ese modo dar estabilidad a la zona, encomendando fundamentalmente la defensa de la zona a personas libres aunque también se confió a órdenes militares la defensa de algunas villas en algunos casos como Villalengua o Campillo de Aragón que fue encomienda y señorío de la Orden de San Juan de Jerusalén o Nuévalos que lo fue de la Orden del Santo Sepulcro o a tenentes como en las tierras confiadas al señorío, luego marquesado de Ariza o el señorío luego condado de Contamina. También existen casos como el de Cetina que fue encomienda de la Orden del Temple y luego perteneció al condado de Contamina, o como el de Terrer que mientras el barrio cristiano perteneció a la comunidad de aldeas de Calatayud, la aljama y el castillo fueron señorío.
Con el nombre de la Extremadura aragonesa y castellana, se designa al conjunto de ambas Extremaduras, aunque también podría denominarse el espacio fronterizo disputado entre ambos reinos (zonas de Soria y el Moncayo, el valle del río Jalón (Santa María de Huerta), señorío de Molina de Aragón, etc.) que tanta importancia tuvieron durante más de trescientos años en las distintas guerras castellano aragonesas, sobre todo durante la guerra de los dos Pedros.
- La Guerra castellano-aragonesa de 1190-1191.
- La Guerra castellano-aragonesa de 1288-1291.
- La Guerra castellano-aragonesa de 1296-1304.
- La Guerra castellano-aragonesa de 1356-1369, llamada Guerra de los Dos Pedros.
- La Guerra castellano-aragonesa de 1429-1430.

## Toponimia
- La explicación popular del nombre de Extremadura deriva del latín Extrema Dorii[5] ('Extremos del Duero', o más bien 'en el otro extremo' del Duero, haciendo referencia a su posición al sur de este río), con el que se designaban los territorios situados al sur de la cuenca del río Duero (y sus afluentes). Es obvio que esta explicación no se sostiene en el caso de la presente Extremadura aragonesa.
- Sin embargo, varios medievalistas explican el nombre de Extremadura como derivación de "extremo", del mismo modo que "raspadura", "matadura", etc. Así significaría simplemente el extremo sur de un reino.[6]